# Noonien Soong
 (décembre 2024).
Noonien Soong est un personnage de fiction de la série télévisée Star Trek. C'est le cybernéticien créateur des androïdes Data, Lore et B-4.

## Biographie fictive
Soong est probablement le descendant du généticien Arik Soong.
Associé à Ira Graves et scientifique de renom de la Fédération, le premier travail de Soong a été fortement considéré. Il a promis des succès sur ses recherches sur le cerveau positronique. Mais ses promesses n'ont pas été tenues à temps, déshonoré Soong a disparu. Il s'est alors réfugié, sous un faux nom, sur la colonie d'Omicron Theta. Là-bas, il a continué sa recherche, à l'insu du reste du peuple d'Omicron Theta.
Tout en menant ses recherches, Soong a rencontré Juliana O'Donnell avec qui il s'est marié en secret sur Mavala IV. Ensemble, ils ont construit des androïdes humanoïdes fonctionnels d'intelligence artificielle avancée. Chaque androïde créé par les Soongs a représenté un avancement du potentiel de leurs créations. B-4 était un androïde relativement primitif, seulement capable de parler et ayant la faculté de motorisation. Lore, la quatrième tentative, représentait une avancée importante dans les travaux de Soong : Il montrait d'excellentes facultés dans les domaines de capacités cognitives et d'interaction mais il n'arrivait pas à s'adapter socialement avec les humains, et était émotionnellement instable. Data, la cinquième tentative, était une bien meilleure réussite que les précédentes tentatives. En effet, bien qu'incapable de ressentir des émotions, Data s'est révélé beaucoup plus apte à évoluer que ne l'avait espéré le docteur Soong.
En 2364, Soong a été cru tué lors de l'attaque de l'Entité Cristalline sur la colonie, mais trois ans plus tard, une annonce personnelle pour Data a révélé que le docteur Soong avait réchappé au massacre. En revanche, Juliana Soong y a laissé la vie. Incapable d'accepter la mort de son épouse, Noonien Soong a donc transféré sa mémoire dans le cerveau positronique d'un androïde fait à l'image de Juliana. Il s'est alors réfugié dans un laboratoire dans la jungle, seul sur Terlina III et y a continué ses recherches.
Ne sachant pas que Lore avait été réassemblé en 2364 par l'équipage de L'USS Enterprise, Soong l'a inconsciemment appelé en même temps que Data. Par erreur, il a alors donné à Lore la puce d'émotion destinée à Data. Il est mort peu de temps après, tué par Lore, lors d'un de ses accès de colère.

## Liste des épisodes où il apparaît
- Les Frères (Brothers)
- Droit ancestral - 1/2 (Birthright, Part I)
- L'héritage (Inheritance)